# 丹阳郡 (中国)
丹楊郡，中國古代的郡。西漢改鄣郡置。

## 沿革

### 秦漢
秦置鄣郡（一說名為故鄣郡），治故鄣县（今浙江安吉县西北）。辖境约今江苏省长江以南，安徽省水阳江流域以东，江苏省茅山、浙江省天目山以西和安徽、浙江两省的新安江流域。
漢武帝元狩二年（前121年）改鄣郡為丹楊郡。轄原鄣郡十二縣及原廬江郡四縣，治宛陵，隸屬于楊州刺史部。漢成帝綏和元年（前8年），丹楊郡領十七縣：

| - 宛陵縣 - 朁縣 - 江乘縣 - 春穀縣 - 秣陵縣 - 故鄣縣 | - 句容縣 - 涇縣 - 丹楊縣 - 石城縣 - 胡孰縣 - 陵陽縣 | - 蕪湖縣 - 黝縣 - 溧陽縣 - 歙縣 - 宣城縣 |

東漢前期，省宣城縣。順帝至桓帝年閒復置宣城縣。靈帝時釐置安吉、原鄉二縣。漢獻帝時，析丹楊郡南部置新都郡。孫權改秣陵為建業，移治于此。又分丹楊郡置臨川郡，尋廢。又析置寧國、懷安、廣德、始安、安吳、永平、臨城、臼陽八縣。

### 六朝
三國吳定都建業。孙皓寶鼎元年（266年），分吳郡之陽羨、永安、餘杭、臨水，丹楊郡之故鄣、安吉、原鄉、於潛、烏程九縣置吳興郡。
晉武帝太康元年（280年），分秣陵縣立臨江縣，改永平縣為永世縣，復立溧陽、湖熟二縣，分丹楊郡之宛陵、廣德、懷安、寧國、宣城、安吳、涇、臨城、陵陽、石城十縣立宣城郡。太康二年（281年），改臨江縣為江寧縣。太康三年（282年），改建業縣為建鄴縣。太康中，丹楊郡領十一縣：建鄴、江寧、丹楊、于湖、蕪湖、永世、溧陽、江乘、句容、湖熟、秣陵。太康十年（289年），立皇子司馬晏為吳王，以丹楊、吳興、吳三郡為國，丹楊太守改稱內史。建興元年（313年），為避晉愍帝諱改建鄴縣為建康縣。
晉元帝太興元年（318年）三月，稱帝，建都建康。同年六月，撤銷吳王司馬晏的封國，改丹楊內史為丹楊尹。太興三年（320年），在丹楊郡境內立懷德縣，以安置過江的琅邪國人。晉成帝時，在丹楊郡境內僑立淮南郡、上黨郡，以安置流民。咸康元年（335年），割丹楊郡之江乘縣境僑立琅邪國，省懷德縣。晉末，割丹楊郡之于湖縣為淮南境；在蕪湖縣境內僑立襄垣縣，屬上黨郡。後省上黨郡為縣，蕪湖縣併入襄垣縣，上黨、襄垣二縣改屬淮南郡。此時，丹楊郡餘八縣：建康、秣陵、江寧、丹楊、永世、溧陽、句容、湖熟。
梁武帝時，分丹楊郡立南丹楊郡，分秣陵縣立同夏縣。陳文帝天嘉五年（564年），南丹楊郡併入丹楊郡。陳宣帝太建十年（578年），立建興郡，同夏、湖熟二縣改屬建興郡。

### 隋唐
隋文帝開皇九年（589年），滅陳，廢丹楊郡，改置蔣州。隋煬帝大业三年（607年），改蔣州为丹楊郡。丹楊郡領三縣：江寧、當塗、溧水。唐高祖武德三年（620年），杜伏威降唐，改丹楊郡為楊州。
唐玄宗天寶元年（742年），改潤州為丹楊郡。丹楊郡領六縣：丹徒、丹楊、延陵、江寧、句容、金壇。唐肃宗至德二載（757年），分丹楊郡之江寧、句容二縣置江寧郡。乾元元年（758年），改丹楊郡為潤州，江寧郡為昇州。

## 人口
- 漢平帝元始二年（2年），丹楊郡有107541戶，405171口。[16]
- 漢桓帝永壽二年（156年），丹楊郡有136518戶，630545口。[5]
- 晉武帝太康三年（282年），丹楊郡有51500戶。[9]
- 宋孝武帝大明八年（464年），丹楊郡有41010戶，237341口。[8]
- 隋煬帝大業五年（609年），丹楊郡有24125戶。[14]
- 唐玄宗天寶十三載（754年），丹楊郡有102033戶，662706口。[15]

## 行政長官

### 丹楊太守（前121年—9年）
- 張竦，字伯松，漢成帝時在任。[17]

### 丹楊太守（23年—289年）
- 李忠，字仲都，東萊黃人，漢光武帝建武六年（30年）到十四年（38年）在任。[18]
- 馬棱，字伯威，扶風茂陵人，漢和帝永元中在任。[19]
- 韓演，潁川舞陽人，漢順帝時在任。[20]
- 江漢，漢質帝永嘉元年（145年）見在任。[21]
- 劉舒，東海郯人，東漢中後期在任。[22]
- 童恢字漢宗，琅邪姑幕人，東漢中後期在任。[23]
- 陳夤，漢靈帝建寧二年（169年）到熹平三年（174年）見在任。[24]
- 吳煇，字光修，吳郡吳人，吳景之父。[25]
- 臧旻，廣陵射陽人，漢靈帝時在任。[26]
- 張馴，字子雋，濟陰定陶人，漢靈帝光和七年（184年）離任。[27]
- 周昕，字大明，漢獻帝初平元年（190年）見在任。[28]
- 吳景，吳郡吳人，漢獻帝初平中受袁術之命領。[29]
- 周尚，廬江舒人，漢獻帝興平二年（195年）代吳景領。[30]
- 袁胤，汝南汝陽人，漢獻帝興平二年（195年）代周尚領。
- 徐琨，吳郡富春人，漢獻帝建安元年（196年）受孫策之命領。[29]
- 吳景，吳郡吳人，漢獻帝建安二年（197年）受孫策之命領，建安八年（203年）卒官。[31][29]
- 孫翊，字叔弼，吳郡富春人，漢獻帝建安八年（203年）出領，九年（204年）被殺。[32][33]
- 孫瑜，字仲異，吳郡富春人，漢獻帝建安九年（204年）出領，二十年（215年）卒官。[32][33]
- 蔣濟，字子通，楚國平阿人，漢獻帝建安中由曹操任命。[34]
- 呂範，字子衡，汝南細陽人，吳大帝黃武元年（222年）出領。[35]
- 諸葛恪，字元遜，琅邪陽都人，吳大帝嘉禾三年（234年）出領。[32]
- 聶友，字文悌，豫章新淦人，吳大帝時在任。[36]
- 滕胤，字承嗣，北海劇人，吳大帝時在任。[36]
- 李衡，字叔平，襄陽人，吳孫亮建興元年（252年）見在任。[37]
- 沈瑩，吳孫皓天紀四年（280年）為晉軍所斬。[37]
- 孔沖，會稽山陰人，晉武帝太康中在任。[38][39]

### 丹楊內史（301年—318年）
- 朱逵，或名建，晉惠帝永興元年（304年）見在任，二年（305年）被殺。[40][41]
- 王曠，晉惠帝永興二年（305年）被陳敏驅逐。[42]
- 顧榮，字彥先，吳國吳人，晉惠帝永興二年（305年）受陳敏之命假。[42]
- 賀循，字彥先，會稽山陰人，晉惠帝永興二年（305年）由陳敏任命，三年（306年）離任。[42]
- 王導，字茂弘，琅邪臨沂人，晉懷帝永嘉末出任。[43]
- 薛兼，字令長，丹楊人，晉元帝承制時出任，太興元年（318年）改為尹。[42]

### 丹楊尹（318年—589年）
- 薛兼，字令長，丹楊人，晉元帝太興元年（318年）由內史改稱。[42]
- 劉隗，字大連，彭城人，晉元帝太興四年（321年）離任。[11]
- 戴邈，字望之，廣陵人，晉元帝太興四年（321年）到晉明帝永昌元年（322年）在任。[44]
- 諸葛恢，字道明，琅邪陽都人，晉明帝時在任。[45]
- 殷融，晉明帝時在任。[45]
- 溫嶠，字泰真，太原祁人，晉明帝太寧中到晉成帝咸和元年（326年）在任。[46][47]
- 阮孚，字遙集，陳留尉氏人，晉成帝咸和元年（326年）出任，尋離任。[48]
- 羊曼，字祖延，泰山南城人，晉成帝咸和元年（326年）出任，三年（328年）遇害。[46][48]
- 許柳，晉成帝咸和二年（327年）由蘇峻任命。[49]
- 褚翜，字謀遠，河南陽翟人，晉成帝時在任。[45]
- 顧眾，字長始，吳郡吳人，晉成帝時在任。[50]
- 何充，字次道，廬江灊人，晉成帝時在任。[45]
- 周謨，汝南安成人，東晉時在任。[51]
- 桓景，譙國銍人，晉成帝時在任。[52]
- 劉成，南陽安眾人，東晉時在任。[51]
- 高崧，字茂琰，廣陵人，東晉時在任。[53]
- 何充，咸康三年（337年）至五年（339年）時在任。
- 殷融，咸康五年（339年）至七年（341年）時在任。
- 劉惔，字真長，沛國相人，建元元年（343年）至永和元年（345年）時在任。[54]
- 韓伯，字康伯，潁川長社人，東晉時在任。[54]
- 王胡之，字修齡，琅邪臨沂人，永和十年（354年）至永和十二年（356年）時在任。[50]
- 孔嚴，晉穆帝升平三年（359年）至四年（360年）在任。[55]
- 庾龢，字道季，潁川鄢陵人，晉穆帝升平中到晉哀帝時在任。[52][55]
- 王坦之，字文度，太原晉陽人，晉孝武帝寧康二年（374年）離任。[56]
- 王琨，琅邪臨沂人，東晉時在任。[43]
- 王混，晉孝武帝寧康中在任。[57]
- 王劭，字敬倫，琅邪臨沂人，晉孝武帝太元元年（376年）至二年（377年）在任。[43]
- 王蘊，字叔仁，太原晉陽人，晉孝武帝太元中在任。[58]
- 王恭，字孝伯，太原晉陽人，晉孝武帝太元中在任。[59]
- 王雅，字茂達，東海郯人，晉孝武帝太元中在任。[57]
- 沈嘉，晉孝武帝太元中在任。[59]
- 車胤，字武子，南平人，晉安帝隆安中在任。[57]
- 王愷，字茂仁，太原晉陽人，晉安帝隆安二年（398年）在任。[10]
- 王國寶，太原晉陽人，晉安帝隆安中在任。[54]
- 司馬恢之，字季明，河內溫人，晉安帝元興元年（402年）被殺。[60]
- 卞範之，字敬祖，濟陰宛句人，晉安帝元興元年（402年）到楚武悼帝永始元年（403年）在任。[60]
- 孟昶，晉安帝元興三年（404年）出任，義熙六年（410年）自殺。[61]
- 袁豹，字士蔚，陳郡陽夏人，晉安帝義熙六年（410年）到七年（411年）在任。[62]
- 郗僧施，字惠脫，高平金鄉人，晉安帝義熙七年（411年）到八年（412年）在任。[63]
- 劉穆之，字道和，小字道民，東莞莒人，晉安帝義熙八年（412年）出任，十三年（417年）卒官。[64]
- 徐羨之，字宗文，東海郯人，晉安帝義熙十三年（417年）到宋武帝永初元年（420年）在任。[65]
- 檀道濟，高平金鄉人，宋武帝永初元年（420年）到二年（421年）在任。[65]
- 鄭鮮之，字道子，滎陽開封人，宋武帝永初二年（421年）到三年（422年）在任。[66]
- 謝方明，陳郡陽夏人，宋武帝永初三年（422年）出任。[67]
- 徐佩之，東海郯人，宋少帝時在任。[65]
- 江夷，字茂遠，濟陽考城人，宋文帝元嘉初在任。[67]
- 劉義慶，臨川王，彭城人，宋文帝元嘉六年（429年）離任。[68]
- 王准之，字元曾，琅邪臨沂人，宋文帝元嘉十年（433年）卒官。[69]
- 蕭摹之，蘭陵人，宋文帝元嘉十二年（435年）前後在任。[70][71]
- 何尚之，字彥德，廬江灊人，宋文帝元嘉十三年（436年）出任。[72]
- 劉湛，宋文帝元嘉十七年（440年）離任。[68]
- 孟顗，宋文帝元嘉十八年（441年）離任。[68]
- 徐湛之，字孝源，東海郯人，宋文帝元嘉二十一年（444年）除，以母憂不拜。[73]
- 趙伯符，字潤遠，下邳僮人，宋文帝元嘉二十二年（445年）出任。[74]
- 羊玄保，太山南城人，宋文帝元嘉中在任。[75]
- 徐湛之，字孝源，東海郯人，宋文帝元嘉二十六年（449年）到二十八年（451年）在任。[73]
- 褚湛之，字休玄，河南陽翟人，宋文帝元嘉末出任，劉劭太初元年（453年）離任。[62]
- 臧質，字含文，東莞莒人，劉劭太初元年（453年）出任，同年投奔劉駿。[76]
- 劉宏，字休度，建平王，彭城人，劉劭太初元年（453年）出任，同年離任。[77]
- 尹弘，劉劭太初元年（453年）出任，同年伏誅。[78]
- 褚湛之，字休玄，河南陽翟人，宋孝武帝元嘉三十年（453年）出任，同年離任。[79]
- 蕭思話，蘭陵人，宋孝武帝元嘉三十年（453年）到孝建元年（454年）在任。[79][70]
- 褚湛之，字休玄，河南陽翟人，宋孝武帝孝建元年（454年）出任，同年免官，後又出任。[62]
- 劉延孫，彭城呂人，宋孝武帝孝建元年（454年）出任，同年離任。[70]
- 劉遵考，彭城人，宋孝武帝孝建三年（456年）出任，同年離任。[79][80]
- 顏竣，字士遜，琅邪臨沂人，宋孝武帝大明元年（457年）離任。[79]
- 劉秀之，字道寶，東莞莒人，宋孝武帝大明二年（458年）到三年（459年）在任。[79][81]
- 孔靈符，會稽山陰人，宋孝武帝大明中在任。[75]
- 王僧朗，宋孝武帝大明六年（462年）離任。[79]
- 劉子仁，字孝和，永嘉王，彭城人，宋孝武帝大明六年（462年）到八年（464年）在任。[82][83]
- 柳元景，字孝仁，河東解人，宋前廢帝大明八年（464年）到永光元年（465年）在任。[84]
- 顏師伯，字長淵，琅邪臨沂人，宋前廢帝永光元年（465年）領。[84]
- 劉子真，字孝貞，始安王，彭城人，宋前廢帝景和元年（465年）出任，同年離任。[82][83]
- 劉子頊，字孝烈，臨海王，彭城人，宋明帝泰始元年（465年）出任，同年舉兵反。[83]
- 劉秉，字彥節，彭城人，宋明帝泰始初在任。[80]
- 劉子真，字孝貞，始安王，彭城人，宋明帝泰始二年（466年）除，未拜，賜死。[83]
- 王景文，琅邪臨沂人，宋明帝泰始中在任。[85]
- 劉景素，建平王，彭城人，宋明帝泰始中在任。[77]
- 褚淵，字彥回，河南陽翟人，宋明帝泰始中在任。[86]
- 袁粲，字景倩，陳郡陽夏人，宋明帝泰始五年（469年）到七年（471年）在任。[87]
- 劉秉，字彥節，彭城人，宋後廢帝元徽二年（474年）到宋順帝昇明元年（477年）在任。[80]
- 王奐，字彥孫，琅邪臨沂人，宋順帝昇明元年（477年）到二年（478年）在任。[88]
- 沈文季，字仲達，吳興武康人，宋順帝昇明二年（478年）到齊高帝建元元年（479年）在任。[89]
- 王僧虔，琅邪臨沂人，齊高帝建元元年（479年）到二年（480年）在任。[90]
- 蕭子良，字雲英，蘭陵人，齊高帝建元二年（480年）到四年（482年）在任。[91][92]
- 王敬則，晉陵南沙人，齊武帝建元四年（482年）領。[93]
- 李安民，蘭陵承人，齊武帝建元四年（482年）到永明二年（484年）在任。[94]
- 王儉，字仲寶，琅邪臨沂人，齊武帝永明二年（484年）到三年（485年）領。[86]
- 蕭景先，蘭陵人，齊武帝永明五年（487年）卒官。[95]
- 蕭晃，字宣明，長沙王，蘭陵人，齊武帝永明中在任。[96]
- 王晏，字士彥，琅邪臨沂人，齊武帝永明六年（488年）到七年（489年）在任。[91][97]
- 蕭子真，字雲仙，建安王，蘭陵人，齊武帝永明七年（489年）在任。[92]
- 蕭鏘，字宣韶，鄱陽王，蘭陵人，齊武帝永明七年（489年）到八年（490年）在任。[91][96]
- 蕭順之，蘭陵人，齊武帝永明八年（490年）出任。[91]
- 蕭曄，字宣照，武陵王，蘭陵人，齊武帝永明中在任。[96]
- 蕭子敬，字雲端，安陸王，蘭陵人，齊武帝永明十年（492年）到齊鬱林王隆昌元年（494年）在任。[98][92]
- 徐孝嗣，字始昌，東海郯人，齊鬱林王隆昌元年（494年）出任，齊東昏侯永元元年（499年）伏誅。[89]
- 蕭坦之，蘭陵人，齊東昏侯永元元年（499年）出任，同年伏誅。[97]
- 蕭寶攸，字智宣，邵陵王，蘭陵人，齊東昏侯永元元年（499年）到二年（500年）在任。[99]
- 蕭寶嵩，字智靖，晉熙王，蘭陵人，齊東昏侯永元二年（500年）出任，同年離任。[99]
- 王亮，字奉叔，琅邪临沂人，齊東昏侯永元中在任。[100]
- 蕭穎達，蘭陵人，齊和帝中興元年（501年）到梁武帝天監元年（502年）在任。[101]
- 王志，字次道，琅邪臨沂人，梁武帝天監元年（502年）到三年（504年）在任。[102]
- 沈約，字休文，吳興武康人，梁武帝天監三年（504年）到五年（506年）在任。[103]
- 蕭偉，字文達，建安王，蘭陵人，梁武帝天監五年（506年）到六年（507年）在任。[104]
- 王瑩，字奉光，琅邪臨沂人，梁武帝天監六年（507年）到八年（509年）在任。[105][106]
- 王茂，字休遠，太原祁人，梁武帝天監八年（509年）到十一年（512年）在任。[107]
- 蕭綱，字世讚，晉安王，蘭陵人，梁武帝天監十二年（513年）到十三年（514年）在任。[105][108]
- 韋叡，字懷文，京兆杜陵人，梁武帝天監十三年（514年）出任，同年以公事免。[109]
- 蕭象，字世翼，桂陽嗣王，蘭陵人，梁武帝天監十三年（514年）出任，同年以母憂去職。[110]
- 王珍國，字德重，沛國相人，梁武帝天監十三年（514年）出任，十四年（515年）卒官。[111]
- 蕭淵業，字靖曠，長沙嗣王，蘭陵人，梁武帝天監十五年（516年）離任。[105]
- 王瑩，字奉光，琅邪臨沂人，梁武帝天監十五年（516年）出任，同年卒官。[106]
- 蕭綜，字世謙，豫章王，蘭陵人，梁武帝天監十五年（516年）到十六年（517年）在任。[112]
- 蕭象，字世翼，桂陽嗣王，蘭陵人，梁武帝天監十六年（517年）到十七年（518年）在任。[110]
- 蕭綱，字世讚，晉安王，蘭陵人，梁武帝天監十七年（518年）到普通元年（520年）在任。[108]
- 蕭機，字智通，安成嗣王，蘭陵人，梁武帝普通二年（521年）到三年（522年）在任。[104]
- 袁昂，字千里，陳郡陽夏人，梁武帝普通三年（522年）出任。[113]
- 王份，字季文，琅邪臨沂人，梁武帝普通五年（524年）卒官。[102]
- 蕭繹，字世誠，湘東王，蘭陵人，梁武帝普通七年（526年）離任。[114]
- 蕭紀，字世詢，武陵王，蘭陵人，梁武帝中大通元年（529年）離任。[114]
- 蕭綸，字世調，邵陵王，蘭陵人，梁武帝中大通元年（529年）到四年（532年）在任。[114][115]
- 蕭淵藻，字靖藝，蘭陵人，梁武帝中大通四年（532年）出任。[110]
- 蕭正德，字公和，臨賀王，蘭陵人，梁武帝後期在任。[116]
- 蕭恭，字敬範，蘭陵人，梁武帝後期在任。[104]
- 蕭正立，字公山，蘭陵人，梁武帝後期在任。[116]
- 何敬容，字國禮，廬江灊人，梁武帝大同五年（539年）離任。[114]
- 張纘，字伯緒，范陽方城人，梁武帝大同九年（543年）除，未拜。[117]
- 蕭會理，字長才，南康嗣王，蘭陵人，梁武帝後期在任。[115]
- 蕭綸，字世調，邵陵王，蘭陵人，梁武帝中大同元年（546年）離任。[114]
- 蕭大鈞，字仁輔，西陽王，蘭陵人，梁簡文帝大寶元年（550年）到二年（551年）在任。[118]
- 蕭大威，字仁容，武寧王，蘭陵人，梁簡文帝大寶二年（551年）出任，同年遇害。[118]
- 蕭大圜，字仁顯，樂梁王，蘭陵人，梁簡文帝大寶二年（551年）出任，同年逃遁。[119]
- 袁泌，字文洋，陳郡陽夏人，梁元帝太清六年（552年）在任。[120]
- 杜稜，字雄盛，吳郡錢唐人，梁元帝太清六年（552年）在任。[121]
- 王沖，字長深，琅邪臨沂人，梁元帝太清六年（552年）到梁敬帝紹泰元年（555年）在任。[122]
- 胡穎，字方秀，吳興東遷人，梁敬帝太平元年（556年）出任。[121]
- 王沖，字長深，琅邪臨沂人，陳武帝永定元年（557年）離任。[123][122]
- 侯安都，字成師，始興曲江人，陳武帝永定元年（557年）在任。[124]
- 程靈洗，字玄滌，新安海寧人，陳武帝永定二年（558年）出任。[125]
- 陳擬，字公正，吳興長城人，陳文帝永定三年（559年）出任，天嘉元年（560年）卒官。[126]
- 沈君理，字仲倫，吳興武康人，陳文帝天嘉元年（560年）到二年（561年）在任。[12][127]
- 王沖，字長深，琅邪臨沂人，陳文帝天嘉二年（561年）出任。[12]
- 到仲舉，字德言，彭城武原人，陳文帝天嘉三年（562年）到五年（564年）在任。[12][128]
- 袁樞，字踐言，陳郡陽夏人，陳文帝天嘉五年（564年）到六年（565年）領。[12]
- 杜稜，陳文帝天嘉六年（565年）到陳廢帝光大元年（567年）在任。[12][121]
- 吳明徹，字通昭，秦郡人，陳廢帝光大元年（567年）出任，同年離任。[129]
- 陳伯固，字牢之，新安王，吳興長城人，陳廢帝光大元年（567年）到陳宣帝太建二年（570年）在任。[129][130]
- 陳伯信，字孚之，衡陽王，吳興長城人，陳宣帝太建四年（572年）離任。[13]
- 陳方泰，南康嗣王，吳興長城人，陳宣帝太建四年（572年）離任。[131]
- 陳伯義，字堅之，江夏王，吳興長城人，陳宣帝太建九年（577年）離任。[13]
- 陳伯謀，字深之，桂陽王，吳興長城人，陳宣帝太建九年（577年）到十年（578年）在任。[132]
- 徐陵，字孝穆，東海郯人，陳宣帝太建十年（578年）到十三年（581年）在任。[13][133]
- 毛喜，字伯武，滎陽陽武人，陳宣帝太建十三年（581年）出任，同年離任。[13]
- 陳叔堅，字子成，長沙王，吳興長城人，陳宣帝太建十三年（581年）到十四年（582年）在任。[134][132]
- 陳叔文，字子才，晉熙王，吳興長城人，陳後主太建十四年（582年）到至德元年（583年）在任。[134]
- 陳叔慎，字子敬，岳陽王，吳興長城人，陳後主至德四年（586年）到禎明元年（587年）在任。[134]
- 陳叔達，字子聰，義陽王，吳興長城人，陳後主禎明元年（587年）到三年（589年）在任。[134][132]

### 丹楊郡太守（607年—620年）
- 元仁（大业年间）[135]

### 丹楊郡太守（742年—758年）
- 韦昭理（天宝初年）
- 窦庭芝（747年）
- 林洋（748年—749年），濟南人，唐玄宗天寶中在任。[136]
- 王景肃（天宝年间）
- 严损之（天宝末年）
- 阎敬之（756年）
- 季廣琛，唐肅宗至德元載（756年）出任。[137]
- 劉彙，唐肅宗至德二載（757年）出任。[138]
- 韦陟（757年）
- 司空袭礼（757年—760年）[139]

## 國主

### 西晉吳國（289年—300年，301年—310年代）
| 吳國（289年—300年，301年—310年代） |      |      |        |             |          |
| 以丹楊、吳興、吳三郡為國           |      |      |        |             |          |
| 代數                               | 封爵 | 謚   | 姓名   | 在位時間    | 備註     |
| 1                                  | 吳王 | 孝王 | 司馬晏 | 289年—300年 | 晋武帝子 |
| 徙封宾徒縣王，後復                 |      |      |        |             |          |
| 1                                  | 吳王 | 孝王 | 司馬晏 | 301年—311年 | 晋武帝子 |
| 沒於劉聰，國絕                     |      |      |        |             |          |